# 特雷梅齐纳

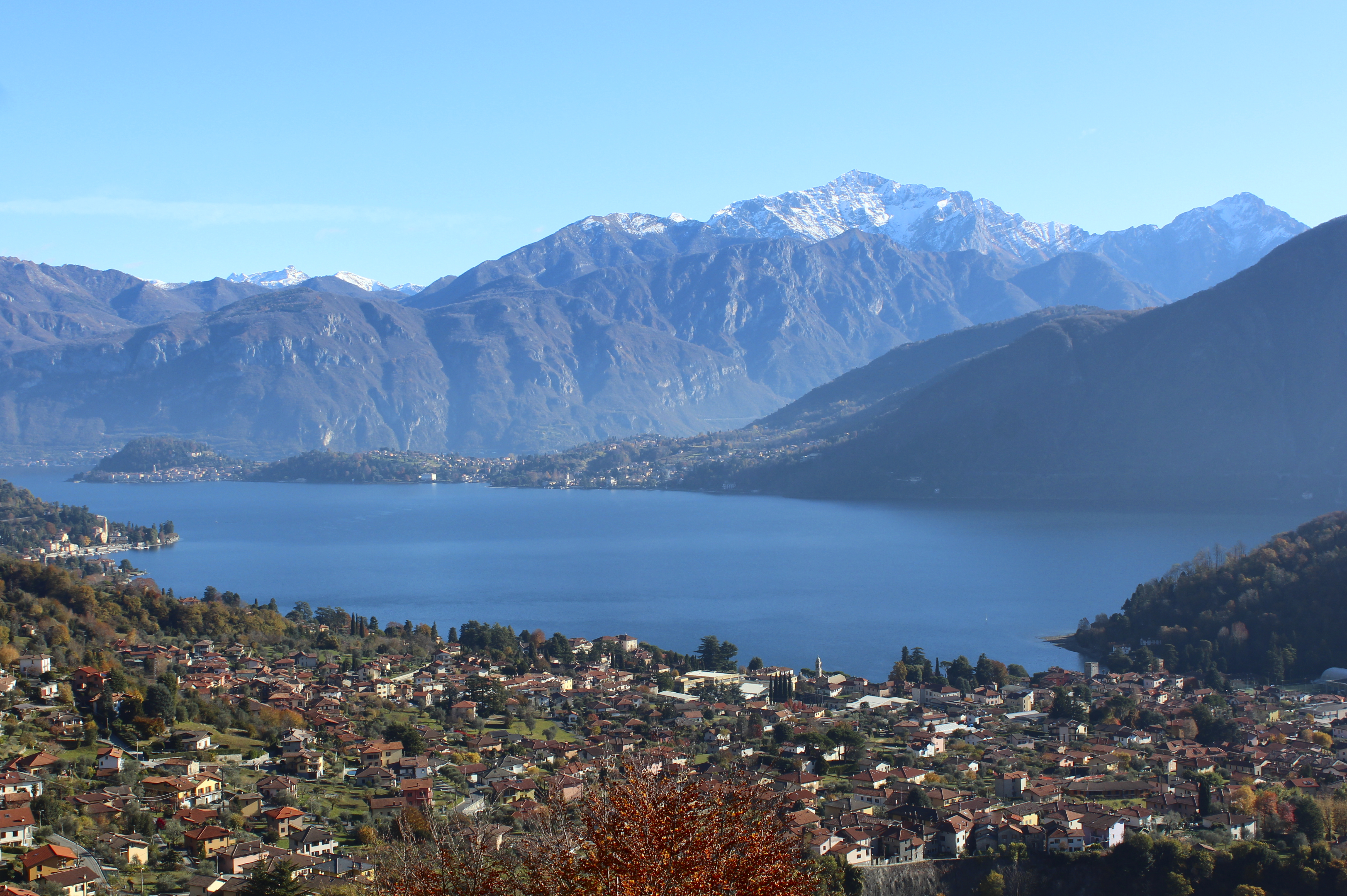
全景图

特雷梅齐纳（義大利語：Tremezzina）是意大利伦巴第大区科莫省的市镇。面积为28.38平方公里，人口数量为4,170人（2012年）。本市镇是在2014年5月25日由伦诺、梅泽格拉、奥苏乔和特雷梅佐四个市镇合并而成。